# La Cima
La Cima es una localidad del estado mexicano de Jalisco. Es parte del municipio de El Arenal. Fue fundada el 15 de diciembre de 2012.

## Demografía
| Censo | Población |
| ----- | --------- |
| 2020  | 2 981     |